# Enrico Canfari
Enrico Canfari (Génova, Provincia de Génova, Italia, 16 de abril de 1877 - Monte San Michele, Provincia de Gorizia, Italia, 22 de octubre de 1915) fue un futbolista italiano. Se desempeñaba en la posición de delantero. Fue uno de los fundadores de la Juventus de Turín.

## Clubes
| Club           | País   | Año         |
| -------------- | ------ | ----------- |
| Juventus F. C. | Italia | 1900 - 1903 |
| A. C. Milan    | Italia | 1903 - 1904 |